# Jacob Tengström
Jacob Tengström, född 4 december 1755 i Gamlakarleby, död 26 december 1832 i Åbo, var en svensk biskop, teolog och historiker. Han var professor i teologi 1790–1803, biskop i Åbo stift 1803–17 samt den första ärkebiskopen i storfurstendömet Finland från 1817.

## Biografi
Tengström var systerson till Anders Chydenius, far till Johan Magnus af Tengström och farbror till Johan Jacob Tengström och Fredrika Charlotta Runeberg.
Tengström skrev den första finlandssvenska barnboken, "Tidsfördrif för mina barn", som utgavs 1799 i Åbo och senare översattes även till finska. Han var redaktör för Åbo Tidningar 1791–93 och var med om att grunda Finska hushållningssällskapet, Finska bibelsällskapet och Musikaliska sällskapet i Åbo.
Då Tengström under Finska kriget övertygades om att Sverige inte skulle klara att försvara Finland arbetade han aktivt dels för att Finland skulle anpassa sig till den nya situationen, dels för att främja Finlands intressen under Ryssland. Han deltog aktivt i förberedelserna inför Borgå lantdag och var under lantdagen ordförande för det prästerliga ståndet. Han blev också ordförande för en kommitté som uppgjorde förslag till högsta styrelseverk för storfurstendömet. Tengströms goda relation till kejsaren hade sannolikt stor betydelse för hur storfurstendömets ställning utvecklades.
Som biskop och ärkebiskop arbetade Tengström också med omfattande reformer av gudstjänstlivet. De kyrkliga böckerna var under omarbetning i Sverige då kriget utbröt och reformerna i Finland leddes av Tengström. Också en ny kyrkolag stiftades, där kyrkan fick en friare ställning.
Jacob Tengström upprätthöll en tät korrespondens med Anders Schönberg i Österfärnebo. Drygt 200 brev finns bevarade från Schönberg till Tengström. De fanns i en källare på universitetsbiblioteket i Helsingfors och beforskades på 1980-talet av Tord Andersson. Varje brev i den omfattande korrespondensen (1780–1811) har "ett och ett, ridits med postväska från Gästrikland ner genom Uppland, rotts över Ålands hav, fortsatt över öarna och så småningom nått kvarteren kring domkyrkan i Åbo". Mestadels handlar de om politik och om 1700-talets kulturfrågor.
Från sommaren och höstmånaderna 1780 noteras att Schönberg ber Tengström om hjälp. Han vill ha en dikt skriven och den kommer också – rodd och riden – 14 dagar senare. Det var en böneskrift riktad till brukspatronen på Gysinge bruk, Gustaf Wittfoth för Schönbergs bryggerska, Kerstin från Skammora som ville gifta sig med Schönbergs dräng, Erik Larsson och som därför behövde ett torp för de två att bo i.

## Utmärkelser
- Riddare av Nordstjärneorden,  1805[3]
- Sankt Annas orden, första klass,  23 april 1808[3]
- Sankt Vladimirs orden, andra klassen,  1819[3]
- Sankt Annas orden, första klass med briljanter,  1826[3]

[Redigera Wikidata]